# Académie de Saint-Luc
Pour l'académie romaine, voir Accademia di San Luca.
L'Académie de Saint-Luc est à l'origine, à Paris, la confrérie charitable associée à la Communauté des maîtres peintres et sculpteurs de Paris, avec laquelle elle a fini par se confondre. 
Fondée en 1391, elle a été refondée en 1649 à l'instigation de Simon Vouet par la Communauté des peintres et sculpteurs et dotée de chaires d'enseignement pour faire pièce aux enseignements institués en 1648 avec l'Académie royale de peinture et de sculpture. 
La Communauté des peintres et sculpteurs de Paris a été réformée entre 1655 et 1668, puis supprimée avec les autres communautés d'arts et de métiers par l'édit dit de Turgot de 1776.
Elle s'inspirait des corporations de métiers artistiques qui existaient depuis le Moyen Âge en Italie, notamment de celle qui était appelée « Compagnie des peintres de Saint-Luc » depuis 1339, par exemple, à Florence ((it) Compagnia dei pittori fiorentini di San Luca), ou Guilde de Saint-Luc dans toute l'Europe, entre autres en Flandres.

## Histoire
En France, les premiers statuts de cette Communauté des peintres et tailleurs d'images, en 19 articles, présentés par vingt-cinq peintres (dont Colart de Laon et Jean d'Orléans) et cinq sculpteurs (dont Jean de Thoiry et Robert Loisel), furent dressés le 13 août 1391 par le prévôt de Paris. Ils furent confirmés par des lettres patentes de Charles VI, puis de Charles VII en 1430, d'Henri III en 1583, de Louis XIII en 1622. 
La fondation de l'« Académie de Saint-Luc » en tant que telle est beaucoup plus tardive (1649), elle est, sur le modèle romain, due à Simon Vouet qui avait fréquenté l'Académie Saint-Luc de Rome. Professeur et peintre de Louis XIII, il a formé Le Sueur, Le Brun et Mignard, ainsi que des professeurs qui eurent beaucoup de succès comme François Perrier et Jacques Blanchard. 
En 1648, l'Académie royale de peinture et de sculpture est fondée sous l'impulsion de Mazarin : elle n'aura de cesse d'imposer son privilège, lequel est officialisé en 1664 et 1668. Peu après[Quand ?], l'ancienne communauté de métier des peintres prend également le nom d'« académie », ou « Académie de dessin[réf. nécessaire] » par des lettres patentes du jeune Louis XIV en 1655. Dix ans plus tard, elle doit s'effacer au profit de l'Académie royale. La création de l'Académie royale de peinture et de sculpture dirigée par Charles Le Brun en concurrence avec l'ancienne organisation des métiers, fait sortir les meilleurs peintres et sculpteurs de leur statut de corps de métier du bâtiment pour leur donner un statut proche de celui des officiers royaux, qui deviendra celui d'artiste. 

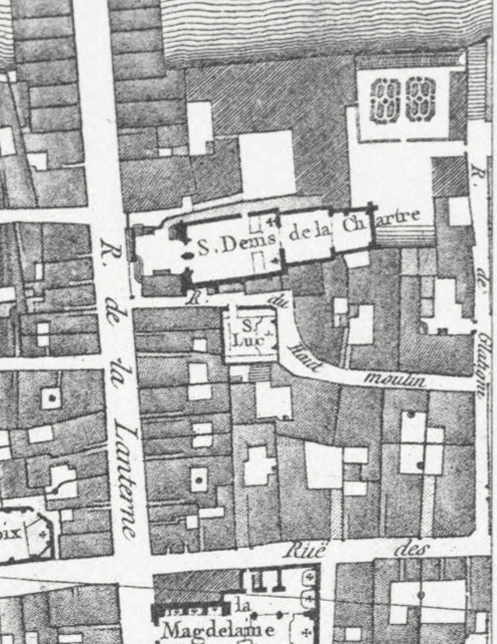
L'ancienne chapelle Saint-Luc, précédemment église Saint-Symphorien-de-la-Chartre était située dans la rue des Deux-Moulins qui disparaîtra lors de la construction du nouvel Hôtel-Dieu (plan v. 1754)

En 1704, elle est de nouveau autorisée à exposer et investit l'ancienne église Saint-Symphorien-de-la-Chartre en l'île de la Cité, désaffectée, qu'elle fait réparer et embellir[réf. nécessaire]. L'édifice est mis sous le vocable du saint patron de la communauté et devient ainsi la chapelle Saint-Luc. Cette liberté rendue est complétée par une déclaration du 17 novembre 1705, qui l'autorise à ouvrir une école de dessin et de peinture, et à distribuer chaque année, le jour de la Saint Luc, deux médailles d'argent aux élèves qui se seraient distingués par leur progrès. L'Académie Saint-Luc organisait également des concours, l'attribution de prix et la tenue d'expositions dans différents lieux de Paris (voir ci-dessous).
À compter de 1729 et jusqu'en 1782, l'Académie devient le fer de lance de la protection artistique de la famille Voyer d'Argenson. Marc-Pierre de Voyer de Paulmy d'Argenson, comte d'Argenson, futur ministre de la Guerre de Louis XV, en devient le protecteur en 1729, hébergeant l'institution au sein de son hôtel de la rue des Bons-Enfants. En 1749, son fils, Marc-René de Voyer de Paulmy d'Argenson, marquis de Voyer, prend la relève et demeurera protecteur de l'institution jusqu'à son décès en 1782. Souhaitant rivaliser avec l'Académie royale de peinture et de sculpture et établir sa notoriété de grand mécène, il multiplie les expositions au début des années 1750, organisées chez son cousin, Antoine-René de Voyer de Paulmy d'Argenson, marquis de Paulmy. Il permet ainsi aux artistes non retenus au Salon du Louvre de présenter leurs travaux. Cette protection soutenue accordée à l'Académie de Saint-Luc n'empêcha pas le marquis de Voyer de figurer parmi les membres amateurs de l'Académie royale de peinture et de sculpture. 
En 1732, l'Académie Saint-Luc de Paris interdit aux artisans toute copie d'œuvres sans autorisation[réf. nécessaire].
Dans L'Almanach historique et raisonné des architectes, peintres, sculpteurs, graveurs et ciseleurs de Paris, publié en 1776 par Delalain, la notice est rédigée par Lebrun : « Cette académie occupe près de Saint-Denis-de-la Chastre une maison où elle tient son bureau, dans lequel les amateurs comme les étrangers peuvent voir les chefs-d'œuvre des premiers artistes français, tels que Le Brun, Le Sueur, Mignard, Blanchard et autres, que l'on conserve soigneusement, ainsi que les chefs-d'œuvre des artistes modernes. On ne refuse à qui que ce soit cette douce satisfaction. Il y a chaque jour, dans une salle, école publique où des professeurs enseignent tout ce qui concerne la peinture et la sculpture, la perspective, l'architecture et la géométrie. L'Académie doit à la bienfaisance dont M. le Marquis de Paulmy l'honore, quatre médailles, dont deux d'or et deux d'argent, que ce généreux seigneur distribue lui-même aux élèves qui ont montré au concours le plus de talent. »
En 1776, les élèves de Saint-Luc sont réunis à ceux de l'Académie royale de peinture qui, pour les recevoir, a obtenu une seconde salle au Louvre consacrée à l'étude des modèles. Cette année marque leur dernière exposition indépendante.
En 1777, toutes les communautés de métier ayant été supprimées, elle disparaît.

## Expositions
L'Académie de saint-Luc a exposé :
Au XVIIe siècle
Au XVIIIe siècle
Les sept expositions de l'Académie de Saint-Luc organisées de 1751 à 1774 se tiennent dans les lieux suivants :
- en 1751, dans la salle des Grands-Augustins ;
- en 1752, dans une salle de l'Arsenal ;
- en 1753, dans une salle de l'Arsenal ;
- en 1756, dans une salle de l'Arsenal ;
- en 1762, à l'hôtel d'Aligre, rue Saint-Honoré ;
- en 1764, à l'hôtel d'Aligre, rue Saint-Honoré ;
- en 1774, à l'hôtel Jabach, rue Neuve Saint-Merry.
- en 1776, à l'hôtel Jabach, rue Neuve Saint-Merry.

## Liste de membres
- Lambert Sigisbert Adam (1700-1759), reçu en 1733.
- Jean Bassange.
- Jean-Baptiste Bénard, reçu en 1750.
- Pierre-Jacques Bethon.
- André Brenet.
- Louis Bretez (c. 16.. - Paris, 1736), architecte et cartographe.
- Jean-Baptiste Boiston
- Henri Bonnart (1642-1711), reçu en 1671, peintre, graveur, éditeur d'estampes.
- Robert Bonnart (1652-1733).
- Robert-François Bonnart (1683-1771).
- Nicolas Boucher (1528-1593), peintre.
- Philippe Canot (Paris 1715-1783) peintre de genre, élève de Chardin, reçu en 1763,il en devient conseiller en 1767 puis professeur. Célèbre pour trois tableaux les souhaits de Bonne Année au Grand Papa (1746), le Gâteau des Roys et le Maître à danser gravés par Le Bas.
- Laurent Cars (1699-1771), peintre et graveur.
- Gilles-Paul Cauvet (1731-1788), sculpteur, en 1777 directeur, sculpteur de Monsieur frère du Roi.
- Chaise, père de Charles-Édouard Chaise.
- Jean Siméon Chardin (1699-1779), reçu en 1724.
- Jérôme-François Chantereau, aussi marchand d'art
- Antoine Sébastien Chevalier, reçu en 1782, peintre[7].
- François-Laurent Chevalier, peintre reçu en 1756.
- Jacques Chevalier, peintre, ancien adjoint à professeur, 1775, peintre d'histoire en 1777.
- Jean-Baptiste Chevalier (c.1754-?), peintre, reçu en 1662 à l'académie de Saint-Luc, élève de Joseph-Marie Vien (1716-1809) à l'Académie royale de peinture et de sculpture.
- Jean-François Chevalier (a.1720-p.1786), peintre, peintre des bâtiments de Monsieur en 1786 et doreur à l'académie de Saint-Luc, reçu comme fils de maître et par expérience, en 1745, ancien directeur de l'académie de Saint-Luc en 1771.
- Pierre César Chevalier, peintre,  entrepreneur de peinture de Monsieur en 1793.
- Jacques Léopold Chevalier, peintre.
- Jean Godart Chevalier, élève de Jean Raoux (1677-1734), peintre de l'académie de Saint-Luc, reçu en 1732, adjoint à professeur de 1752 à 1772, peintre et pastelliste, peintre d'histoire 1776-1777.
- Jean Godard II Chevalier, reçu maître sculpteur en 1752.
- Jean-Louis Chevalier, peintre reçu en 1741 épouse Marie Bovion en 1755.
- Pierre Chevalier, peintre des bâtiments du roi, et architecte, épouse en 1760, Élisabeth Balin.
- Pierre Nicolas François Chevalier, peintre des bâtiments du roi.
- Nicolas Chevalier, peintre émancipé par mariage en 1760.
- Philippe François Chevalier, peintre de l'académie de Saint-Luc, reçu en 1674
- Joseph Christophe, peintre.
- Charles Cressent (1685-1768), sculpteur, reçu en 1714.
- Louis-Félix Delarue (1730-1777), dessinateur et sculpteur, reçu en 1760.
- Pierre Hyacinthe Deleuse (1725-1811), dont le gendre est Jean Charles Nicaise Perrin.
- Hubert Drouais (1699-1767), peintre.
- Louis-Michel Dumesnil (-1739), peintre.
- Pierre-Louis Dumesnil (1698-1781), peintre, reçu en 1736, professeur en 1748, recteur en 1773.
- Charles Eisen (1720-1778), peintre et graveur.
- Mathieu Elias, ou Matthieu Elye (1658-1741), peintre.
- Charles Errard (1606-1689), sculpteur, architecte, devient ensuite membre de l'Académie royale de peinture et de sculpture.
- Rosalie Filleul, née Boquet (1753-guillotinée le 6 thermidor 1794)[8], reçue en 1773, à l'âge de 19 ans, amie d’Élisabeth Vigée-Lebrun.
- Toussaint Foliot, sculpteur actif en 1754 [9]
- Nicolas Fouché (1653-1733), reçu le 15 mars 1679.
- Étienne Martin Girard (-/1783), sa veuve est Catherine-Simone-Élisabeth Dugué.
- Guenegault : voir Vennevault
- Jean-Baptiste Guilliet.
- Jean-François Guilliet, peintre, dont le gendre est Pierre Hyacinthe Deleuse.
- Charles Symphorien Jacques (1724-1799), sculpteur, peintre et faïencier.
- François Joullain (1697-1778), graveur, membre en 1733, directeur de l'Académie de Saint-Luc en 1747.
- Alexandre Kucharski (1741-1819), peintre.
- Adélaïde Labille-Guiard (1749-1803), peintre, devint ensuite membre de l'Académie royale de peinture. Se remarie avec François-André Vincent.
- Jean-Baptiste Lallemand (1716-1803), peintre bourguignon, reçu en 1751.
- Nicolas de Largillierre (1656-1746), peintre, membre de l'Académie royale de peinture et de sculpture.
- Jacques Laumosnier (vers 1669- vers 1744), peintre, professeur à l'Académie de Saint-Luc.
- Jean-Baptiste Lechantre (-1784), maître peintre, mort le 29 avril 1784[10].
- Jean-Baptiste Lechantre, cadet (-), sculpteur, fils du maître peintre, mort le 29 avril 1784, une tombe de cette famille est au cimetière Montmartre, 21e division
- Charles Le Brun (1619-1690), fondateur en 1648 de l'Académie royale de peinture et de sculpture.
- Jean Baptiste I Le Comte (Lecomte/Leconte) (1738-1796), maître peintre sculpteur, épouse Anne Suzanne Pascal. Père de Jean Baptiste II Le Comte..
- Jean Baptiste II Le Comte (Lecomte) (1765-1843), maître peintre. Père de Narcisse Lecomte (1794-1882), graveur.
- Michel Thomas Le Gros, peintre reçu en 1735, épouse Geneviève Gaillarde Guilliet en 1731.
- Nicolas Lefebvre, peintre, ancien directeur de l'académie de St-Luc[11].
- Robert Le Lorrain (1666-1743), sculpteur[12].
- Charles Lepeintre (1735-1803), reçu en 1775, peintre attitré de Louis-Philippe d'Orléans
- Pierre Le Sueur (Paris.17..- Bordeaux.1786), petit-neveu du peintre Eustache Le Sueur
- Antoine Maistrier (1671-/1728), peintre.
- Augustin Ménageot.
- Louis-Gabriel Moreau (1740-1806), dessinateur et peintre, reçu en 1764.
- P. Nicolet, peintre du XVIIIe siècle, membre de l'Académie de Saint-Luc
- Michel Barthélemy Ollivier (1712-1764), graveur et peintre, reçu en 1764.
- Jacques Oudry, maître peintre et marchand de tableaux, directeur de l'Académie de Saint-Luc.
- Jean-Baptiste Oudry (1686-1755), peintre et graveur.
- Alexandre Joseph Paillet (1743-1814), expert et marchand d'art
- Pierre Antoine Patel (Paris 1648-1707) fils de Pierre Patel, peintre.
- François Perrier (1594-1649), peintre et graveur, professeur à l'Académie de Saint-Luc.
- Nicolas Pineau (1684-1754), sculpteur et architecte.
- Simon Pinson (c. 1738 - ?), peintre, reçu le 29 octobre 1764, collaborateur d'Alexandre Roslin
- Charles François Poërson  (1653-1725).
- Nicolas-Jean-Baptiste Raguenet (1715-1793).
- M. Raphaël, entrepreneur des enseignes de la vicomté de Paris.
- Jean-Baptiste Renders actif à Paris en 1731/1764 dmt quai de Gesvres puis rue Neuve Saint-Merry.
- Gabriel de Saint-Aubin (1724-1780), dessinateur et peintre.
- Jean Baptiste Sarazin (1730-1795), peintre décorateur, professeur à l'Académie de St Luc (mention 1776).
- Piat ou Pieter Sauvage (1744-1818)
- Claude Simpol (1666-avant 1711)
- Jean-Jacques Spoede (1689-1757), peintre anversois, recteur perpétuel de l'Académie de Saint-Luc, élève et ami du peintre Antoine Watteau et premier maître du peintre Quentin de La Tour.
- René Tiercelin (René Queux d'Ane dit) (?-1752)
- François de Troy.
- Nicolas Vennevault (1697-1775), peintre miniaturiste à Lunéville puis à Paris, et colporteur, ami de Devaux, de Denis Diderot, de Madame de Graffigny qui le surnomme le Petit ou le Petit Ami dans sa correspondance. Illustrateur avec Antoine Maistrier de quatre manuscrits composés par le calligraphe Jean Piron, représentant diverses curiosités du cabinet de du Tillot[13].
- Claude-Joseph Vernet (1714-).
- Louis Vigée (1715-1767), père d'Élisabeth Vigée-Lebrun.
- Jean-Charles Vincent, actif en 1754, peintre et ancien professeur
- François-Élie Vincent (1708-1790), peintre portraitiste et miniaturiste, professeur à l'Académie de Saint-Luc.
- Guillaume Voiriot.
- Simon Vouet (1590-1649), fondateur.
- Alexandre Ubelesqui / Ubeleski (1649/51 - 1718)